# Vaišvila
Vaišvila ist ein litauischer männlicher Familienname.

## Personen
- Alfonsas Vaišvila (* 1942), Jurist, Professor für Rechtstheorie an der Mykolas-Romer-Universität
- Rytis Vaišvila (*  1971), Basketballtrainer, ehemaliger Basketballspieler
- Zigmas Vaišvila (* 1956), ehemaliger Politiker, Vizepremierminister Litauens